# HMAS Hobart (D63)
La HMAS Hobart era un incrociatore leggero della classe Leander della Royal Australian Navy (RAN). Impiegata nelle Indie Occidentali dalla Royal Navy prima della seconda guerra mondiale, venne trasferita alla RAN nel 1938 dopo la crisi di Monaco ed operò nel teatro del Pacifico partecipando anche alla Battaglia del Mar dei Coralli e alla campagna di Guadalcanal.

## Costruzione

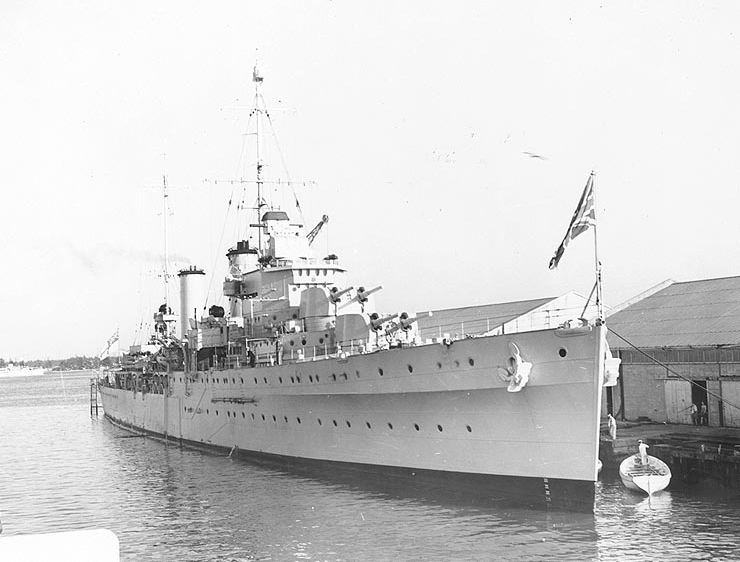
La Apollo ancorata al molo a Miami, Florida nel 1938

La nave faceva parte del secondo lotto di Leander, insieme ad altre due gemelle. La differenza principale consisteva nell'avere due sale caldaie separate che consentivano alla nave di non perdere la propulsione anche se una delle due fosse stata messa fuori uso. I due fumaioli, uno per ogni sala caldaie, erano la principale caratteristica distintiva rispetto alle navi del primo lotto. La nave venne impostata come HMS Apollo il 15 agosto 1933.
Altre modifiche all'armamento con le due torri estreme da binate a trinate erano state programmate ma non vennero implementate dopo che i progettisti si resero conto che avrebbero influito negativamente sulla stabilità e sulla condotta del tiro. Come HMS Apollo venne immessa in servizio nel 1936 con il West Indies Squadron presso la North American and West Indies Station dove servì fino al 1938.

## Storia
Dopo l'arrivo alla RAN, venne impegnata pattugliando dapprima lo Stretto di Bass insieme ad una scorta di cacciatorpediniere,  e poi il Golfo del Bengala ed il Mar d'Arabia, dove venne impiegata durante la campagna del Somaliland, distruggendo poi le installazioni portuali nella Somalia britannica mentre faceva parte della Forza del Mar Rosso insieme alla HMS Liverpool.
Dopo la caduta del Somaliland la nave venne richiamata in patria ed impiegata, anche come ammiraglia della squadra australiana al posto della HMAS Canberra, fino al suo dispiegamento nel Mediterraneo nel giugno 1941 in sostituzione della gemella HMAS Perth. Scoppiata la guerra con il Giappone la nave tornò in Australia dove per un periodo venne impiegata essenzialmente di scorta ai convogli, e insieme al cacciatorpediniere HMS Tenedos, una delle navi che scortò la corazzata HMS Prince of Wales durante il suo affondamento, il  3 febbraio 1942 raccolse i naufraghi della motonave Norah Moller affondata da tre bombardieri giapponesi.